# (24533) Kokhirova
(24533) Kokhirova est un astéroïde de la ceinture principale.

## Description
(24533) Kokhirova est un astéroïde de la ceinture principale. Il fut découvert le 2 février 2001 à la station Anderson Mesa par le programme LONEOS. Il présente une orbite caractérisée par un demi-grand axe de 3,00 UA, une excentricité de 0,07 et une inclinaison de 10,8° par rapport à l'écliptique.

## Compléments